# Hammond (Illinois)
Hammond és una població dels Estats Units a l'estat d'Illinois. Segons el cens del tenia 518 habitants.

## Demografia
Segons el cens del 2000, Hammond tenia 518 habitants, 225 habitatges, i 141 famílies. La densitat de població era de 263,2 habitants/km².
Dels 225 habitatges en un 24,9% hi vivien nens de menys de 18 anys, en un 55,6% hi vivien parelles casades, en un 5,3% dones solteres, i en un 36,9% no eren unitats familiars. En el 32,4% dels habitatges hi vivien persones soles el 15,1% de les quals corresponia a persones de 65 anys o més que vivien soles. El nombre mitjà de persones vivint en cada habitatge era de 2,3 i el nombre mitjà de persones que vivien en cada família era de 2,95.
Per edats la població es repartia de la següent manera: un 23,6% tenia menys de 18 anys, un 6,9% entre 18 i 24, un 27,6% entre 25 i 44, un 24,7% de 45 a 60 i un 17,2% 65 anys o més.
L'edat mediana era de 39 anys. Per cada 100 dones de 18 o més anys hi havia 102 homes.
La renda mediana per habitatge era de 45.833 $ i la renda mediana per família de 51.528 $. Els homes tenien una renda mediana de 33.523 $ mentre que les dones 21.667 $. La renda per capita de la població era de 19.313 $. Aproximadament el 2,1% de les famílies i el 7,1% de la població estaven per davall del llindar de pobresa.

## Poblacions més properes
El següent diagrama mostra les poblacions més properes.